# Bart Banninks
Bart Banninks is een Vlaamse jeugdreeks uit 1972 van de toenmalige BRT, geregisseerd door Jef Ceulemans (regisseur).

## Korte inhoud
Nadat de ouders van Bart Banninks zijn overleden, woont hij met zijn zus Martientje bij zijn tante Lotje.
Ze hebben een verkeersongeval, waardoor Bart helderziend wordt.
Omdat het ongeval door de verzekering niet wordt vergoed, krijgt tante Lotje financiële problemen. Bart wil door middel van zijn voorspellende gaven ervoor zorgen dat zijn tante aan geld geraakt.

## Personages
- Bart Peeters : Bart Banninks
- Martien Wouters : Martientje Banninks
- Cara Van Wersch : Tante Lotje
- Stijn Peeters : Stijntje
- Kaatje Peeters : Kaatje
- Jef Mennekens : Dr. Maas
- Frans Van der Straeten : Kalas
- Suzanne Van Boeckel : Moeder

De reeks werd in 1972 gedeeltelijk op video en gedeeltelijk op film opgenomen. Omdat videotape in die jaren vrij duur was, werden regelmatig banden gewist om opnieuw gebruikt te kunnen worden. Dit is ook met de banden van Bart Banninks gebeurd. De enige beelden die nu nog beschikbaar zijn, zijn de filmopnames.

## Het boek
Van de reeks verscheen ook een tweedelig jeugdboek. Dit werd geschreven door René Struelens en bevatten zwart-witfoto's uit de reeks en tekeningen gemaakt door Bart Peeters.